# 康城站 (香港)
康城站（英語：LOHAS Park Station）是一個位於香港新界將軍澳小赤沙康城路，屬於港鐵將軍澳綫的鐵路車站，同時也是將軍澳綫的終點站之一，車站於2009年7月26日啟用。

## 車站結構
康城站面積達約35,000平方米，車站採用密封式設計，並以紫色為主要色調，與其他將軍澳綫車站同樣以搪瓷板及紙皮石作為車站牆壁。車站位於日出康城屋苑範圍內，並毗鄰商場「The LOHAS 康城」及公共運輸交匯處。
雖然康城站屬於地面車站，但為了避免列車對附近居民造成噪音滋擾，整個車站被混凝土圍封。列車由車站開往將軍澳站方向時，會有一段露天路段才進入隧道，但該段露天路段只有數十米左右，並且可從康城路的地面看見，同時亦是將軍澳綫以及整個西貢區的唯一一段露天路軌，情況類同藍田站後備行車隧道。另外，在距離地面較接近的一段路，港鐵亦用鐵絲網圍起，並在有關路段附近的單車徑豎立路牌提醒道路使用者勿進鐵路範圍。
另外，康城站的扶手電梯有別於其他車站，它們採用省電模式。當乘客進入扶手電梯範圍時，扶手電梯才會加快至普通速度，而車站亦是首個設有此類扶手電梯的港鐵車站。

### 樓層
| U3                             | 平台 | C出口、行人通道往日出康城 |  |  |
| U2                             | 大堂 | 客務中心、商店、B出口 |  |  |
| U1                             | 月台 | \| \| 1 \| 將軍澳綫往北角[註 2]及寶琳[註 3]（將軍澳） \| \| \| \| 島式 · ↑開右邊车门 ↓開左邊车门 \| \| \| \| \| \| \| 2 \| 將軍澳綫往北角[註 2]及寶琳[註 3]（將軍澳） \| \| \| |  |  |
| -                              | 地面 | 前A出口通道（不對外開放） |  |  |
|                                | 1    | 將軍澳綫往北角及寶琳（將軍澳） |  |  |
| 島式 · ↑開右邊车门 ↓開左邊车门 |      | |  |  |
|                                | 2    | 將軍澳綫往北角及寶琳（將軍澳） |  |  |

### 大堂
康城站的大堂位於月台上層，而大堂內亦設有客務中心、商店等設施。
- 大堂，近B出口（2024年10月）
- 大堂，近C出口（2024年10月）
- 近C出口位置的車站商店（2023年4月）

### 月台
康城站設有一座島式月台，而兩個月台均已裝設月台幕門，而車站並不設落客專用月台及調頭隧道，列車到站後會在月台同一時間進行上／下客及調頭。另外此站的島式月台較為狹窄，月台的闊度只能容納一部扶手電梯。
- 1、2號月台（2024年10月）

### 出入口
康城站目前設有3個出入口，當中B出口連接日出康城大型商場「The LOHAS 康城」以及公共運輸交匯處，而「The LOHAS 康城」內亦會設通道連接各期住宅以及日出公園；而C1、C2出口更設有24小時臨時有蓋通道連接日出康城第1–6期住宅。
另外，康城站在啟用時亦曾設置A出口通往臨時康城站公共運輸交匯處，但該出入口已於2022年3月14日隨日出康城第13期興建工程而關閉。
|                                            |                | |      |
| 編號                                       | 指示           | 建議前往的目的地 | 圖片 |
| 出口 · B · 同层                            | THE LOHAS 康城 | The LOHAS 康城、康城站公共運輸交匯處、日出康城住宅（第1-2、4-10期）、日出公園、欣研頓幼稚園、欣研頓國際幼兒園、柏禮頓國際學校、柏禮頓幼稚園、賽馬會香港足球總會足球訓練中心、邵氏影城、將軍澳南海濱長廊、將軍澳跨灣大橋、環保大道竉物公園 |      |
| 出口 · C · 1                               | 日出康城       | 日出康城住宅（第3、5期）、峻瀅、峻瀅II、動感公園、英國思貝禮國際學校、綠茵英文（國際）幼稚園（日出康城）、康城社區會堂、康城青年空間、日出公園、將軍澳基本污水處理廠                                                                      |      |
| 出口 · C · 2 · 无障碍通道标志 · 升降机标志 | 日出康城       | 日出康城住宅（第3、5期）、峻瀅、峻瀅II、動感公園、英國思貝禮國際學校、綠茵英文（國際）幼稚園（日出康城）、康城社區會堂、康城青年空間、日出公園、將軍澳基本污水處理廠                                                                      |      |
| 註： 設有 \| 設有 \| 設有                  |                | |      |

## 利用狀況

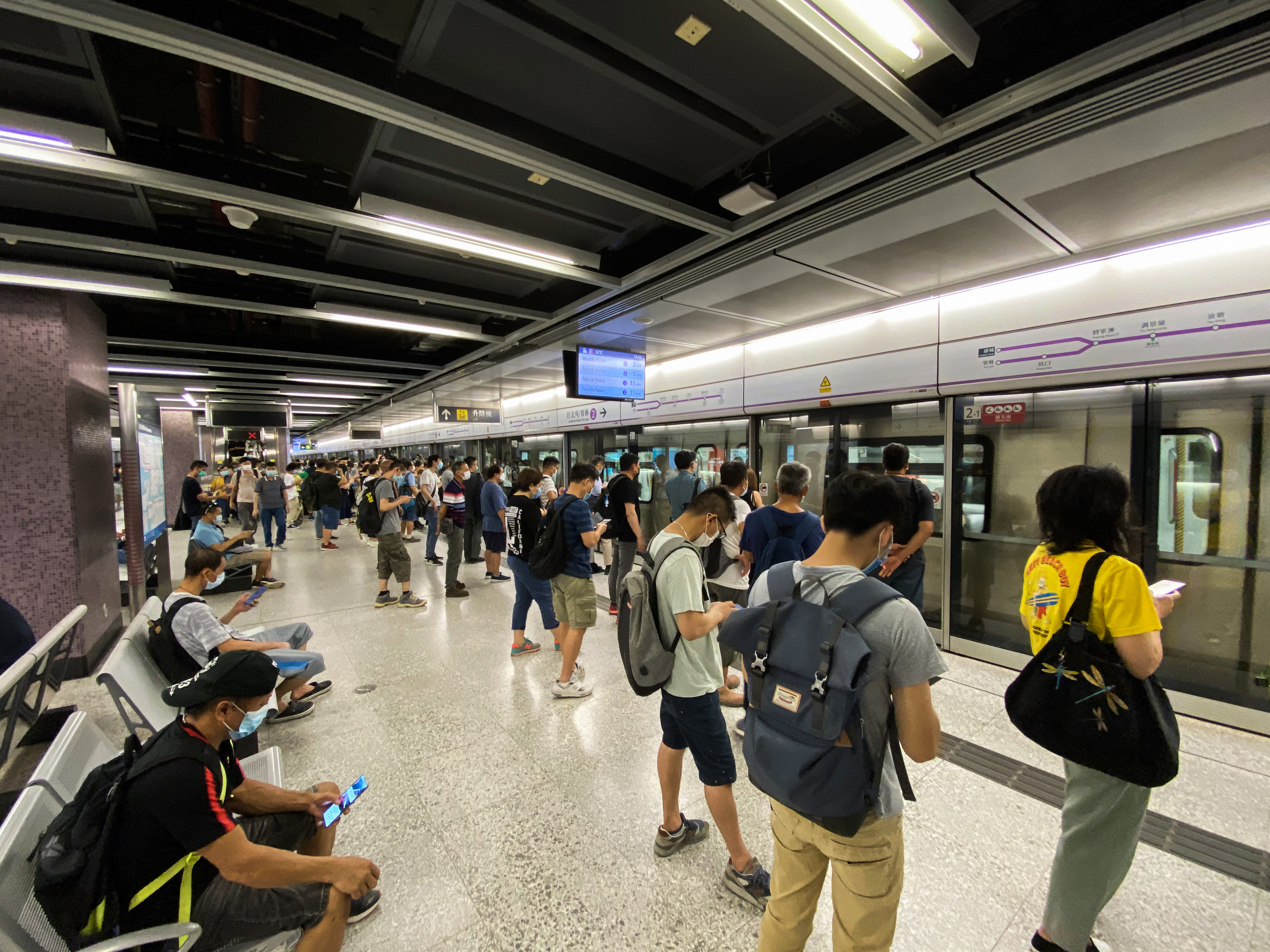
車站於平日繁忙時間的乘客候車情況

康城站主要服務其上蓋的大型綜合住宅區日出康城以及位於車站遠處的將軍澳工業邨，唯在車站啟用初期，日出康城仍在發展階段，故其出入閘的人流相比周邊已經發展多時的其他將軍澳綫車站較少。而隨著住宅區項目及周邊配套設施陸續落成啟用，使用車站的人流已逐漸增加。

### 班次詳情
往返康城站的列車於平日及星期六繁忙時間會以北角站為終點站；至於平日非繁忙時間及公眾假期則會以調景嶺站為終點站，而乘客亦可於港鐵的應用程式檢閱有關班次詳情。

## 接駁交通
位於康城站A出口對出曾設有臨時康城站公共運輸交匯處，雖然交匯處內設有巴士、小巴及的士站，但車站啟用初期，只有穿梭巴士往返日出康城第一期－首都，以及市區的士站，並無其他巴士及小巴路線往返康城站。不過，由於連接港鐵康城站至首都的新建行人通道於2010年10月30日啟用後，導致往返日出康城的居民巴士客量大幅下跌，因此營辦商與業主立案法團開會後決定由2010年12月1日起停辦居民巴士服務，現時該處只尚餘領都免費居民巴士服務。2011年2月14日起，康城站才有首項該處為總站的公共交通服務，當日起新界區專線小巴112M線投入服務，為日出康城居民及將軍澳工業邨的通勤人士提供接駁港鐵的服務。
現有的永久性有蓋公共運輸交匯處於2020年10月31日使用，同日舊有的露天公共運輸交匯處亦正式關閉。新的公共運輸交匯處連接The LOHAS 康城商場，乘客需經過商場才能抵達車站B出口。

## 歷史

### 命名
康城站在將軍澳綫規劃時，由於車站只是位於將軍澳百勝角對出的第86規劃區填海用地上，故此車站在方案中只是以86區作車站命名。直至後期的地鐵中期報告、年報及相關文件中，以將軍澳南為站名。而在車站工地外圍板上的模擬圖片，中文站名為將軍澳南，英文站名則是Tseung Kwan O South。
根據香港鐵路有限公司（前身為香港地下鐵路公司，2000年私有化後改名為地鐵有限公司）於2007年12月的業務概覽 （页面存档备份，存于）中，車站是以日出康城作為標示，而在2008年2月向傳媒展示的內容，內容並無提及車站名稱，只是以「日出康城新車站」為標題向傳媒簡介，並非以將軍澳南命名。不過，根據香港討論區於2008年7月刊登車站內部裝修照片，此站將以康城為站名。2008年10月18日港鐵正式將此站命名為康城，並於2009年7月26日啟用，而車站承建商為前田建設工業株式會社。
康城站亦是目前在港鐵系統中位處於最東端的車站，也是兩鐵合併後第一個啟用的車站。

### B出口啟用
港鐵在規劃車站時已預留一個出入口連接未來的車站上蓋物業，而該出入口已於2020年10月31日隨著新落成的康城站公共運輸交匯處啟用，並且被編名為B出口。

### A出口關閉
為配合日出康城第13期物業發展，自車站在2009年啟用的A出口已於2022年3月14日起永久關閉。

## 批評
港鐵將軍澳綫的走綫為「Y」形分支，繁忙時間的班次安排以2班往寶琳站列車加1班往康城站列車制度作為一個循環，此舉被指分薄來往寶琳站的班次；另外，康城站登車前往寶琳站的乘客須於將軍澳站轉車，但前往康城站或寶琳站的列車到達將軍澳站均會同樣停靠在1號（往寶琳／康城）月台，來自康城站的乘客有機會於未清楚列車目的地的情況下上車，結果導致乘錯前往康城站的列車。此安排被指折騰了不了解將軍澳綫班次運作的區外乘客，「康城無限輪迴」此都市傳說於網上不徑而走。
另外，康城站車站較為狹窄，加上車站出入閘機較少，在日出康城屋苑及康城商場陸續入伙後，車站更容易擁擠，乘客往往需要花費數分鐘排隊出入閘。

## 外部連結
- 港鐵公司－康城站街道圖 （页面存档备份，存于）
- 港鐵公司－康城站位置圖 （页面存档备份，存于）
- 港鐵公司－康城站列車服務時間 （页面存档备份，存于）
- 香港鐵路大典上的相关条目：康城站